# Mimon
Mimon — рід родини листконосові (Phyllostomidae), ссавець ряду лиликоподібні (Vespertilioniformes, seu Chiroptera).

## Опис
Довжина голови й тіла від 50 до 75 мм, хвіст від 10 до 30 мм, довжина передпліччя між 48 і 57 мм, вага до 22,9 гр. Шерсть довга і пухнаста. Спина від світло-коричневого до чорно-коричневого кольору, з тонкою світлішою спинною смугою в деяких видів, черево, як правило, світліше. Вуха великі, загострені і розділені.  Зубна формула: 2/1, 1/1, 2/2, 3/3 = 30.

## Поширення
Населяє Центральну й Південну Америку.

## Поведінка
Раціон складається в основному з фруктів і членистоногих.